# Associazione Calcio Isola Liri 2009-2010
Questa pagina raccoglie le informazioni riguardanti l'Associazione Calcio Isola Liri nelle competizioni ufficiali della stagione 2009-2010.

## Rosa
| N. |                           | Ruolo | Calciatore            |
| -- | ------------------------- | ----- | --------------------- |
|    | Burkina Faso (bandiera)   | D     | Yobiè Bassaoulè       |
|    | Italia (bandiera)         | A     | Lorenzo Bianchini     |
|    | Italia (bandiera)         | A     | Cristiano Bussi       |
|    | Italia (bandiera)         | C     | Valerio Carboni       |
|    | Italia (bandiera)         | A     | Enrico Cirelli        |
|    | Italia (bandiera)         | C     | Claudio Costanzo      |
|    | Italia (bandiera)         | C     | Girolamo D'Alessandro |
|    | Italia (bandiera)         | C     | Giuliano Falco        |
|    | Italia (bandiera)         | A     | Daniele Federici      |
|    | Italia (bandiera)         | D     | Danilo Fiorini        |
|    | Costa d'Avorio (bandiera) | A     | Adama Fofana          |
|    | Italia (bandiera)         | C     | Luca Galuppi          |
|    | Italia (bandiera)         | C     | Andrea Gennari        |
|    | Italia (bandiera)         | A     | Fabio Gubinelli       |

| N. |                   | Ruolo | Calciatore           |
| -- | ----------------- | ----- | -------------------- |
|    | Italia (bandiera) | C     | Antonino La Cava     |
|    | Italia (bandiera) | D     | Emanuele La Rocca    |
|    | Italia (bandiera) | C     | Andrea Mallardi      |
|    | Italia (bandiera) | P     | Michele Mangiapelo   |
|    | Italia (bandiera) | D     | Antonio Mastrantoni  |
|    | Italia (bandiera) | C     | Diego Matrisciano    |
|    | Italia (bandiera) | D     | Federico Mirarchi    |
|    | Italia (bandiera) | D     | Mauro Mucciarelli    |
|    | Italia (bandiera) | D     | Marco Paolacci       |
|    | Italia (bandiera) | C     | Davide Raffaello     |
|    | Italia (bandiera) | D     | Luca Rogato          |
|    | Italia (bandiera) | A     | Alessandro Simonetta |
|    | Italia (bandiera) | C     | Marco Sperati        |
|    | Italia (bandiera) | D     | Davide Zappacosta    |